# Otto Reich
Otto Juan Reich (né le 16 octobre 1945) est une personnalité politique américaine ayant eu de hautes responsabilités dans les administrations Reagan, Bush senior et Bush junior. Il a notamment occupé les postes de Assistant Secretary of State for Western Hemisphere Affairs et ambassadeur des États-Unis au Venezuela. Après avoir quitté la Maison-Blanche en 2004, il a créé sa propre agence de conseil internationale, Otto Reich Associates, LLC, basée à Washington D.C..